# Língua de sinais eslovaca
A língua de sinais eslovaca (em Portugal: língua gestual eslovaca) é a língua de sinais (pt: língua gestual) usada pela comunidade surda da Eslováquia. Pertence à família das línguas derivadas da Língua de Sinais Francesa. Bickford (2005) descobriu que as línguas de sinais eslovaca, checa e húngara formaram um grupo com a romena, búlgara e polaca.
Apesar das similaridades entre as línguas orais, as línguas de sinais da Eslováquia e da República Checa não apresentam semelhanças significativas.